# HD150379
HD150379 — хімічно пекулярна зоря спектрального класу
A1 й має  видиму зоряну величину в смузі V приблизно  6,9.
Вона  розташована на відстані близько 304,0 світлових років від Сонця.

## Фізичні характеристики
Зоря HD150379 обертається 
досить швидко 
навколо своєї осі. Проєкція її екваторіальної швидкості на промінь зору становить  Vsin(i)= 92км/сек.